# 安托万·阿尔芒
安托万·阿尔芒（法語：Antoine Armand，1991年9月11日—），法国政治家，2024年9月至12月任经济、财政、工业和数字主权部部长。